# Доманюв (Нижньосілезьке воєводство)
Доманюв (пол. Domaniów, нім. Thomaskirch) — село в Польщі, у гміні Доманюв Олавського повіту Нижньосілезького воєводства.
Населення — 792 особи (2011).
У 1975-1998 роках село належало до Вроцлавського воєводства.

## Демографія
Демографічна структура станом на 31 березня 2011 року:
|          | Загалом | Допрацездатний вік | Працездатний вік | Постпрацездатний вік |
| -------- | ------- | ------------------ | ---------------- | -------------------- |
| Чоловіки | 402     | 85                 | 284              | 33                   |
| Жінки    | 390     | 54                 | 240              | 96                   |
| Разом    | 792     | 139                | 524              | 129                  |